# Route nationale 646
Die Route nationale 646, kurz N 646 oder RN 646, war eine französische Nationalstraße, die von 1933 bis 1973 in drei Teilen zwischen einer Straßenkreuzung mit der Nationalstraße 643 westlich von Montesquiou und einer Kreuzung mit der ehemaligen Nationalstraße 117 östlich von Orthez verlief. Ihre Gesamtlänge betrug 90 Kilometer.